# Ławice
Ławice (Duits: Hansdorf) is een plaats in Polen in het woiwodschap Ermland-Mazurië. In het toenmalige West-Pruisen heette de plaats Hansdorf.

## Geboren
- Emil Adolf von Behring (1854-1917), medicus en Nobelprijswinnaar (1901)